# Kinel'skij rajon
Il Kinel'skij rajon (in russo Кинельский район?) è un rajon dell'Oblast' di Samara, nella Russia europea. Istituito nel 1928, il suo capoluogo è Kinel'.